# Наука (модуль МКС)
Многофункциональный лабораторный модуль «Наука», усовершенствованный (сокр.: МЛМ) — модуль российского сегмента МКС, предназначен для реализации российской программы научно-прикладных исследований и экспериментов. Модуль был разработан в РКК «Энергия» и построен в ГКНПЦ им. М.В Хруничева и на основе дублёра модуля «Заря» — ФГБ-2, по заказу Роскосмоса. Состоит из приборно-герметичного отсека и сферического гермоадаптера, разделённых герметичной переборкой с люком. Внутренний объём модуля — 70 м³. Первый российский модуль на МКС за 11 лет.
Эксплуатационный ресурс «Науки» заложен до конца 2027 года, но при необходимости может быть продлён до 2030 года. Подключение «Науки» к российскому сегменту МКС потребовало 10 выходов в открытый космос. Лётные испытания модуля заняли 12 месяцев (с момента запуска).
Запуск и вывод на орбиту состоялся 21 июля 2021 года. Стыковка с МКС состоялась 29 июля 2021 года, модуль «Наука» успешно состыковался со служебным модулем «Звезда». После стыковки произошёл инцидент с незапланированным включением двигателей «Науки».

## Разработчики и изготовители
- РКК «Энергия» — разработчик МЛМ, создание бортового оборудования, научных приборов и испытания.
- Центр им. Хруничева — изготовитель МЛМ, испытания.

## История
В 1995 году по решению руководства ГКНПЦ им. Хруничева, одновременно с созданием Функционально-грузового блока «Заря» (первого модуля МКС), из собственных средств началось создание его дублёра на случай непредвиденной ситуации — ФГБ-2 (изделие 77КМ № 17502).
В 1998 году, после успешного выведения в космос «Зари», изготовленный на 80 % ФГБ-2 не стали завершать. Через некоторое время РКК «Энергия» предложила бизнес-проект, согласно которому из ФГБ-2 рекомендовалось сделать складской модуль, чтобы сдавать на нём места для хранения научной аппаратуры зарубежным партнёрам по МКС на коммерческой основе. Работы по реконструкции затянулись, а к 2004 году необходимость в орбитальном складе отпала. К тому времени американцы запустили шлюзовую камеру Quest, а Россия — стыковочный отсек-модуль «Пирс».
В соответствии с Решением Росавиакосмоса от 16 февраля 2004 года «О проведении работ по упрощённой конфигурации МКС», утверждённым Генеральным директором Росавиакосмоса Коптевым Ю. Н., и Решением Федерального космического агентства от 20 июля 2004 года «О порядке проведения работ по многоцелевому лабораторному модулю (МЛМ) с использованием задела по ФГБ-2», утверждённым руководителем Федерального космического агентства А. Н. Перминовым, МЛМ включён в состав российского сегмента на надирном порту СМ «Звезда» в качестве многофункционального лабораторного модуля.

### МЛМ
- 27 августа 2004 года официальный представитель Роскосмоса Вячеслав Давиденко сообщил, что глава Федерального космического агентства Анатолий Перминов утвердил решение, согласно которому первоочередной задачей развития Российского сегмента МКС предписано считать включение в его состав не позднее 2007 года многоцелевого лабораторного модуля (МЛМ)[10].
- 3 ноября 2006 года Роскосмос подписал с РКК «Энергия» контракт на проведение в 2007 году работ по созданию многоцелевого лабораторного модуля (МЛМ) для Российского сегмента МКС с запуском в 2009 году[11].
- 4 августа 2011 года гендиректор Центра им. Хруничева Владимир Нестеров сообщил, что предприятие планирует в течение месяца сдать в РКК «Энергия» электрический макет модуля МЛМ на испытания. В случае успешного прохождения электроиспытаний запуск модуля состоится в 2012 году[12].
- 8 ноября 2011 года в РКК «Энергия» был доставлен макет МЛМ «Наука»; 9 ноября начались работы по подготовке к проведению заводских контрольных испытаний (ЗКИ) макета МЛМ, предназначенного для электрических, конструкторско-технологических испытаний и последующего сопровождения работ с лётным изделием МЛМ. После завершения дооборудования макета он будет передан для ЗКИ, в ходе которых предусмотрены автономные и комплексные испытания систем изделия, а также совместные проверки с эксплуатируемыми на предприятии наземными комплексными стендами модулей РС МКС[13].
- 26 июня 2012 года пресс-служба Центра им. Хруничева распространила пресс-релиз, из которого следует, что на МЛМ установлен стыковочный узел на переходную камеру, идёт прокладка трубопроводов, проводятся рентгеноиспытания стыков. Внутри модуля установлены макеты приборов для раскладки бортовой кабельной сети. Завершены испытания системы терморегулирования, начинаются пневмоиспытания пневмогидравлических систем. До конца 2012 года планируется завершить работы по изготовлению и сборке лётного изделия и передать МЛМ в РКК «Энергия» для дальнейших комплексных испытаний[14].

- 3 сентября 2012 года пресс-служба Центра им. Хруничева распространила пресс-релиз, из которого следует, что на лётное изделие МЛМ установлен манипулятор ERA европейского космического агентства, осуществлена раскладка бортовой кабельной сети, завершены испытания системы терморегулирования, пневмогидравлических систем, осуществляется стыковка и отработка солнечных батарей[15].
- 7 декабря 2012 года в ГКНПЦ им М. В. Хруничева завершены работы по изготовлению и сборке лётного изделия МЛМ. Затем МЛМ отправлен в РКК «Энергия» для дальнейших испытаний[16].
- 7—14 декабря 2012 года специалисты РКК «Энергия» выполнили работы по выгрузке лётного изделия МЛМ из железнодорожного вагона и установили его на рабочее место в главном зале контрольно-испытательного центра РКК «Энергия». Начаты работы по подготовке к проведению заводских контрольных испытаний лётного изделия МЛМ «Наука». В дальнейшем предусматривается проведение автономных и комплексных испытаний лётного изделия МЛМ[17].
- В апреле 2013 года в РКК «Энергия» состоялись тренировочные занятия по программе подготовки экипажей МКС на многоцелевом лабораторном модуле МЛМ[18].

#### Обнаружение загрязнений в трубопроводах
- 12 июля 2013 года источник в ракетно-космической отрасли сообщил, что специалисты РКК «Энергия» вынуждены провести дополнительные работы и проверки на МЛМ «Наука»: выявлено большое количество брака со стороны Центра им. Хруничева, который предстоит устранить. Например, замусоренными оказались трубопроводы системы заправки горючим[19]. Запуск модуля с посторонними частицами в топливной системе мог привести к поломке двигательной системы всей МКС.
- 22 октября 2013 года глава РКК «Энергия» Виталий Лопота сообщил, что МЛМ «Наука» после завершения на «Энергии» всех электроиспытаний отправится на доработку изготовителю — в Центр им. Хруничева. Источник в ракетно-космической отрасли сообщил, что основная причина переноса запуска МЛМ — загрязнение в трубопроводах[20].
- 28 ноября 2013 года представитель Центра им. Хруничева сообщил, что в связи с выявленными замечаниями при подготовке к отправке на космодром Байконур МЛМ «Наука» сформирована рабочая группа, в которую вошли представители предприятий и организаций ракетно-космической отрасли: представители Роскосмоса, ЦНИИМаш, РКК «Энергия» и Центра им. Хруничева. Будет проведён анализ ситуации, определён объём необходимых дополнительных работ, выработан план мероприятий по устранению возникших в ходе испытаний замечаний. По итогам работы рабочей группы будет принято решение о дальнейших шагах по подготовке модуля МЛМ к запуску. Созданная группа уже приступила к работе непосредственно по результатам испытаний, которые проводились с МЛМ в РКК «Энергия»[21].
- 28 декабря 2013 года МЛМ был отправлен из РКК «Энергия», где он проходил дооснащение оборудованием и различные предстартовые проверки, на предприятие-изготовитель — Центр им. Хруничева, где с модулем будет проведена работа по исправлению недостатков в пневмо-гидросистеме[22].
- 14 июля 2014 года глава РКК «Энергия» Виталий Лопота сообщил, что график восстановительных работ с МЛМ «Наука» предусматривает их завершение в феврале 2016 года. Запуск модуля намечен на 1-й квартал 2017 года[23].

### МЛМ-У
- 26 января 2016 года первый заместитель генконструктора РКК «Энергия» Владимир Соловьёв сообщил, что после модернизации МЛМ получит срок эксплуатации не менее семи лет, впоследствии он может быть увеличен. По его словам, официальное название модуля — МЛМ-У (усовершенствованный)[24].
- 20 июня 2016 года пресс-служба РКК «Энергия» распространила сообщение со ссылкой на главу предприятия Владимира Солнцева, согласно которому работы по изготовлению дополнительного оборудования для МЛМ выполнены в срок. Завершается разработка документации и начинается установка крупногабаритного оборудования снаружи модуля. Завершение очередного этапа работ позволит перейти к окончательной сборке и испытаниями МЛМ для последующей отправки на технический комплекс[25].
- В начале 2017 года опилки, ранее найденные в трубопроводах, обнаружили уже в топливных баках модуля. Сильфонные топливные баки, встроенные в модуль МЛМ, были спроектированы специально для этого корпуса в начале 1990-х годов и их производство было закрыто, а потому заменить их на тот момент было просто нечем. Попытки промыть баки не увенчались успехом, поэтому была проведена разрезка, промывка и сборка испытательного макета топливного бака. Успеха добиться не удалось: после финальной сварки в баке было обнаружено нарушение герметичности[26].
- 4 апреля 2017 года источник в ракетно-космической отрасли сообщил, что в топливных баках модуля вновь обнаружено загрязнение, от которого все эти годы пытались избавиться специалисты. Для устранения загрязнений (металлического порошка, образовавшегося при изготовлении модуля) предлагается разрезать топливные баки модуля, чтобы очистить их изнутри, а затем сварить заново. Эти работы займут около года. Кроме того, все резиновые элементы модуля уже устарели и не отвечают предъявляемым к ним требованиям[27].
- С весны 2017 года экипаж российского сегмента МКС был сокращён с трёх до двух человек из-за отсутствия места для научной работы. В связи с назначением даты запуска модуля в расписании появилось увеличение экипажа[28].
- 7 июня 2017 года генеральный директор Центра им. Хруничева Андрей Калиновский сообщил, что после ситуации 2013 года, когда в топливной системе была обнаружена стружка, специалистам пришлось практически полностью перебирать модуль. По его словам, посторонние частицы были занесены в топливную систему в 1990-х годах, когда дублёр первого модуля МКС начали переделывать в лётный модуль. Конструкторы и разработчики различных систем МЛМ подтвердили в ходе испытаний возможность эксплуатации этого модуля в течение десятилетия, он сможет эксплуатироваться до 2027 года[29].
- До апреля 2018 года проводилась модернизация МЛМ, были заменены некоторые элементы топливной системы МЛМ, включая клапаны и трубопроводы, а также оборудование, у которого выходили гарантийные сроки. По сути, модуль пришлось почти полностью пересобирать. Вследствие этого модуль и получил название МЛМ-У (усовершенствованный)[30].
- 21 августа 2018 года Центр им. Хруничева в материалах, распространённых на стенде Роскосмоса на выставке «Армия-2018», сообщил, что установленный срок эксплуатации МЛМ составляет 15 лет. В настоящее время он продлён на один год — до 2020 года[31].

- 16 марта 2019 года стало известно, что проект по созданию модуля покинул главный разработчик Сергей Савельев.
- 17 марта 2019 года источник в ракетно-космической отрасли сообщил, что в августе планируется перевести МЛМ-У из цеха Центра Хруничева в РКК «Энергия», где на него будут установлены новые топливные ёмкости взамен засорённых стружкой. Эти новые топливные ёмкости будут на 90 % подобны тем, что используются в разгонном блоке «Фрегат», а изготовит их НПО им. Лавочкина. Старые баки прочистить невозможно по причине того, что кроме проблем с засором, они 18 лет назад были изготовлены с нарушениями и имеют микротрещины[32].
- 25 марта 2019 года глава Роскосмоса Дмитрий Рогозин подтвердил информацию от источника в ракетно-космической отрасли о замене старых баков на баки от РБ «Фрегат». Как пояснил Рогозин, со старыми баками возник целый ряд проблем в связи с негодным хранением, в частности, имеются микротрещины, подтвердился факт усталости металла, также на баки утеряна документация. В то же время, документация от баков «Фрегата» совпадает на 90 % с документацией оригинальных баков МЛМ, что обеспечивает лишь небольшую доводку[33].
- 3 апреля 2019 года глава Роскосмоса Дмитрий Рогозин сообщил «Роскосмос ТВ», что на МЛМ появятся крепления для полезной нагрузки, которые будут подвешены на внешнюю сторону модуля. На них можно будет установить аппаратуру для дистанционного зондирования Земли[34].
- 20 мая 2019 года началась активная фаза работ по реализации проекта[35].
- 21 мая 2019 года научный руководитель ИКИ РАН Лев Зелёный сообщил, что институт рассчитывает после запуска МЛМ поставить для него два научных прибора. Первый прибор — «Конвергенция» — комплекс для исследования климатических изменений на Земле. Второй прибор — бортовой детектор нейтронов (БТН-2) — должен изучить нейтронный поток от Земли, который возникает при взаимодействии космических лучей с атмосферой, и сравнить его с нейтронным потоком от Луны и Марса[36].
- 21 мая 2019 года источник в ракетно-космической отрасли сообщил, что НПО им. Лавочкина до 1 июня приступит к изготовлению новых топливных баков для МЛМ «Наука». Такое решение было принято по итогам совещания в РКК «Энергия», которое прошло с участием главы Роскосмоса Дмитрия Рогозина 20 мая. Однако специалисты утверждают, что старые баки можно однократно безопасно использовать, несмотря на имеющиеся дефекты, поскольку изначально они спроектированы для многократного использования. Поэтому параллельно с НПО им. Лавочкина в Центре им. Хруничева будут проводиться испытания всех шести старых баков на их способность выдержать нагрузку при старте ракеты-носителя. Если испытания будут пройдены успешно и комиссия решит использовать старые баки, то НПО им. Лавочкина доделает изготовленные на 90 % баки до стандартных и будет использовать на одном из разгонных блоков «Фрегат». Как уточнил другой источник, по результатам исследований специалистами «Техномаша» и «Композита» было выявлено, что микроразрывы в металле старых баков появились во время их изготовления в 1990-е годы[37].
- 19 сентября 2019 года источники в ракетно-космической отрасли сообщили, что модуль «Наука» будет запущен к МКС со своими штатными баками, установка переделанных баков от разгонного блока «Фрегат» не потребуется, поскольку штатные баки успешно прошли испытания. Несмотря на то, что изначально баки «Науки» были спроектированы для многократного применения, сейчас они будут использованы лишь раз — для стыковки модуля со станцией[38]. Удержание станции на орбите будет осуществляться вторым модулем — научно-энергетическим (НЭМ), который планируется к отправке на орбиту в 2022 году. На нём будут и дополнительные баки, и двигатели для удержания станции на орбите[4].
- 12 февраля 2020 года гендиректор Центра им. Хруничева Алексей Варочко сообщил, что в начале февраля специалисты завершили монтаж всех трубопроводов, провели опрессовку магистралей низкого давления и одного контура высокого давления. Из-за того, что корпус модуля был изготовлен 19 лет назад, пришлось заменить практически всё оборудование, за исключением двигательной установки и топливных баков: срок эксплуатации первой продлён, производителя баков — завода «Серп и молот» — уже не существует[39][40]. После обнаружения посторонних частиц в 2013 году с модуля были демонтированы все оригинальные трубопроводы и клапаны. Назад поставить их было уже невозможно, поэтому на заводе пришлось осваивать новое производство по изготовлению новых агрегатов и трубопроводов. Заново были смонтированы 576 трубопроводов.
- Конец февраля 2020 года — проведение проверок специалистом ЕКА манипулятора ERA[41].
- 31 марта 2020 года источник в ракетно-космической отрасли сообщил, что испытания МЛМ не приостанавливались в связи с нерабочей неделей, введённой в России из-за пандемии коронавируса; в настоящее время идут автономные испытания двигательной установки МЛМ, затем модуль пройдёт пневмовакуумные испытания, после чего будет сформирован эшелон и состоится отправка «Науки» на Байконур. Конкретной даты отправки модуля на Байконур пока нет[42].
- 2 апреля 2020 года глава Роскосмоса Дмитрий Рогозин сообщил, что работы по МЛМ должны закончиться в мае[43][44]. По его словам, очередная задержка связана с необходимостью устранения выявленных замечаний и вызвана уменьшением количества сотрудников, выходящих на работу в Центр им. Хруничева из-за пандемии коронавируса[45].
- 16 апреля 2020 года в Центре Хруничева начался следующий цикл испытаний МЛМ, модуль был отправлен в вакуумную камеру[46].
- В начале июня 2020 года были завершены испытания на герметичность корпуса модуля «Наука» и его стыковочных агрегатов, а также подтверждено функционирование пневмо-гидросистемы двигательной установки и наружных гидравлических контуров[47].
- 10 июля 2020 года МЛМ успешно прошёл финальные испытания в вакуумной камере[48].
- 5 августа 2020 года Роскосмос разместил фотографии с завершающимися операциями по упаковке модуля в технологическую транспортировочную защиту перед погрузкой в железнодорожный агрегат для отправки на космодром Байконур[49].

### Испытания на Байконуре и подготовка к запуску
- 11 августа 2020 года эшелон из 14 вагонов с МЛМ «Наука» и необходимым оборудованием отправлен на космодром Байконур[50][51].
- 19 августа 2020 года состав с МЛМ прибыл на Байконур, где в течение 9 месяцев над модулем будут проводиться заводские контрольно-измерительные испытания[52][53]. Цикл электроиспытаний вместе с подготовкой составит порядка шести месяцев, ещё три месяца уйдёт на непосредственную подготовку к запуску, включая обеспечение микробиологической защиты, заправку и другие операции.

#### Контрольно-измерительные испытания
- 24 августа 2020 года на космодроме Байконур специалистами РКК «Энергия» начаты электроиспытания МЛМ «Наука»[54].
- 3 ноября 2020 года в Роскосмосе сообщили, что в соответствии с посуточным планом-графиком проверки заводских контрольных испытаний выполнено 306 из 754 проверок, которые должен пройти модуль перед запуском[55].
- По состоянию на конец 2020 года из 754 проверок, которые должен пройти модуль перед запуском, выполнено более половины[56].
- 19 января 2021 года официальный сайт Роскосмоса сообщил о завершении 80 % запланированных проверок. Проведены испытания системы телевизионной связи и антенно-фидерного устройства телевизионной системы, в том числе ТВ-цепей и кодеров, ТВ-связи через универсальные рабочие места экипажа. Проверены основной и резервный комплекты системы обеспечения температурного режима модуля, составные части комплекса двигательных установок «Науки», система управления движением и навигацией модуля. Вместе с этим проведены испытания системы наддува и подачи топлива в баки высокого и низкого давления горючего и окислителя, и датчиков давления систем наддува и подачи топлива[57].
- 21 января 2021 года источник в ракетно-космической отрасли сообщил, что замечания в процессе проверки МЛМ имеются, например, по электрике и конструкции, но все они некритические и устранимые; срок запуска модуля не предполагается сдвигать на более поздний срок[58].
- 17 февраля 2021 года заместитель гендиректора Центра им. Хруничева по производству Роман Хохлов сообщил в выпуске № 317 «Космической среды» канала «Роскосмос ТВ», что электроиспытания всех 35 систем модуля «Наука» завершены на 98 %, замечаний нет; проведены автономные испытания двигательной установки вне вакуумной камеры; завершены испытания манипулятора ERA, в ближайшее время начнётся его монтаж на модуль «Наука»[59].
- 11 апреля 2021 года глава Роскосмоса Дмитрий Рогозин сообщил в социальной сети, что полностью завершены контрольно-измерительные испытания с положительным результатом[60].

#### Страхование запуска
- 26 февраля 2021 года ЦЭНКИ на сайте госзакупок разместил контракт стоимостью 2,6 млрд рублей по поиску страховщика для модуля «Наука» с датой окончания подачи заявок и подведением итогов 11 марта. Согласно конкурсной документации, страхованием покрываются риски при запуске ракеты-носителя «Протон-М», многоцелевого лабораторного модуля «Наука» и его стыковки с МКС. Страховым случаем является утрата застрахованного имущества, в том числе его полная гибель. Страховая сумма составляет 17,7 млрд рублей[61].
- 12 марта 2021 года конкурс признан несостоявшимся, так как на участие в закупке не было подано ни одной заявки[62].
- 2 июля 2021 года победителем повторного размещения заявки на страхование запуска стало АО «АльфаСтрахование». Страховая сумма составила 9,2 млрд рублей, премия по контракту — 1,67 млрд рублей. Помимо победителя заявку на участие в запросе предложений подавали: АО «СОГАЗ», ПАО СК «Росгосстрах» и СПАО «Ингосстрах» (цена контракта 1,7 млрд рублей)[63][64].

#### Подготовка модуля «Наука», РН «Протон-М» и стартового комплекса к запуску
- 15 марта 2021 года — помещение модуля «Наука» в вакуумную камеру[65][66].
- 16 марта 2021 года из Центра им. Хруничева на космодром Байконур отправлена ракета-носитель «Протон-М» и головной обтекатель, предназначенные для запуска модуля «Наука»[67].
- 18 апреля 2021 года модуль «Наука» был перемещён в зону вакуумной камеры; 19 апреля начнётся откачка воздуха из камеры[68].
- 12 мая 2021 года Роскосмос сообщил о завершении месячного цикла пневмовакуумных испытаний модуля «Наука», в течение которого проверили герметичность корпуса, люков и стыковочных агрегатов, а также функционирование пневмогидросистем и наружных гидравлических контуров. В настоящее время модуль находится в стапеле, проводится подготовка к окончательной установке манипулятора ERA, затем планируется заправка контура системы обеспечения теплового режима данного модуля. После этого продолжатся работы по установке микрометеоритной защиты[69][70][71][72].
- 13 мая 2021 года Роскосмос сообщил, что в связи с уникальностью габаритов головного обтекателя для модуля «Наука» с конца апреля 2021 года на площадке № 200 космодрома Байконур специалисты Космического центра «Южный» проводят дополнительное техническое оснащение стартового комплекса ракеты-носителя «Протон-М»: необходимо доработать воздушную систему обеспечения температурного режима космической головной части, а также площадки обслуживания, предназначенные для доступа персонала к ракете[73][74].

- 20 мая 2021 года пресс-служба Роскосмоса сообщила, что программа заводских контрольных испытаний модуля «Наука» в цехе № 104 монтажно-испытательного корпуса площадки № 254 завершается. Специалисты РКК «Энергия» и ЕКА выполнили технологические операции по окончательной установке манипулятора ERA на корпусе модуля[75].
- 24 мая 2021 года на Совете главных конструкторов в РКК «Энергия» было объявлено об успешном завершении этапа заводских комплексных испытаний модуля «Наука» и выдано положительное заключение на проведение штатной подготовки изделия к пуску[76][77].
- 21 июня 2021 года выполнен комплекс технологических операций по стыковке модуля «Наука» с промежуточным отсеком блока третьей ступени ракеты-носителя «Протон-М». Данный отсек входит в состав космической головной части и обеспечивает механическую связь модуля с головным обтекателем, а также его электрическое соединение с бортовой системой управления ракеты-носителя[78].
- 25 июня 2021 года выполнена накатка головного обтекателя на модуль «Наука»[79].
- 29 июня 2021 года на космодроме Байконур состоялось заседание технического руководства, по итогам которого принято решение о допуске модуля «Наука» к заправочным операциям[80].
- 1 июля 2021 года пресс-служба Роскосмоса сообщила, что модуль «Наука» был возвращён в монтажно-испытательный корпус для устранения неназванного замечания[81][82]. По неофициальной информации, причинами выявленного «замечания» могут быть не до конца готовая документация и оборудование для заправки модуля, подобного которому Россия не запускала около 20 лет, или вероятность того, что работники космодрома забыли закрыть теплоизоляцией инфракрасный и звёздный датчики МЛМ[83]. Чтобы устранить все недостатки в подготовке МЛМ, решено отложить его старт ориентировочно на 22 июля[84].
- 4 июля 2021 года глава Роскосмоса Дмитрий Рогозин сообщил, что космическая головная часть модуля «Наука» повторно собрана и начаты повторные электроиспытания. 6 июля МЛМ будет вывезен на заправку, после чего будет названа дата запуска[85].
- 8 июля 2021 года запуск был отложен до 21 июля 2021 года[86].
- 9 июля 2021 года специалисты ГКНПЦ им. М. В. Хруничева завершили комплекс пневмо- и электро- испытаний ракеты-носителя «Протон-М», которая будет стартовать к Международной космической станции с модулем «Наука»[87].
- 10 июля 2021 года Дмитрий Рогозин сообщил, что МЛМ «Наука» заправлен компонентами ракетного топлива и замечаний нет, на следующий день модуль переведут на площадку Технического комплекса для продолжения работ по подготовке к запуску[88].
- 14 июля 2021 года завершены технологические операции по стыковке космической головной части в составе модуля «Наука», головного обтекателя и промежуточного отсека с «пакетом» из трёх ступеней ракеты-носителя «Протон-М». По окончании проверок электрических соединений между ракетой-носителем и головным блоком ракета-носитель будет готова к вывозу на стартовый комплекс[70][89][90].
- 17 июля 2021 года состоялся вывоз и установка в вертикальное положение ракеты-носителя «Протон-М» с модулем «Наука» на стартовый комплекс площадки № 200[91].

| Дата               | Планируемая дата запуска               |
| ------------------ | -------------------------------------- |
| август 2004 года   | 2007 год                               |
| ноябрь 2006 года   | 2009 год                               |
| апрель 2010 года   | конец 2011 — начало 2012               |
| июль 2012 года     | конец 2013                             |
| август 2012 года   | март 2014                              |
| август 2013 года   | 25 апреля 2014 года                    |
| октябрь 2013 года  | не раньше ноября 2014 года             |
| ноябрь 2013 года   | не ранее 2015 года                     |
| май 2014 года      | 2017 год                               |
| ноябрь 2016 года   | вторая половина 2018 года              |
| апрель 2017 года   | не ранее конца 2018 — начала 2019 года |
| июнь 2018 года     | 2020 год                               |
| декабрь 2019 года  | конец 2020 или начало 2021 года        |
| сентябрь 2020 года | 20 апреля 2021 года                    |
| январь 2021 года   | 15 июля 2021 года                      |
| июль 2021 года     | 21 июля 2021 года (фактическая дата)   |

### Запуск
Первоначально запуск модуля «Наука» к МКС планировался в 2007 году с помощью ракеты-носителя «Протон», но неоднократно переносился по разным причинам, в том числе из-за нехватки средств на его строительство, а также в связи с изменением его назначения.

— Вы успели разобраться в ситуации с многоцелевым лабораторным модулем для МКС? Что с ним произошло?
— Работаем над этим вопросом.
— И когда модуль может быть отправлен на орбиту?
— Посмотрим. В нашем веке точно полетит.
Глава Роскосмоса Олег Остапенко — о дате запуска модуля «Наука» в интервью от 30 октября 2013 года.

— Отдельные эксперты и источники говорят, что МЛМ в таком плохом состоянии, что человек, который примет решение о его запуске, подпишет себе смертный приговор.
— Человек, который примет решение о списании готовой машины, тоже подпишет себе «смертный приговор».
Глава Роскосмоса Дмитрий Рогозин — о модуле «Наука» в интервью от 4 февраля 2020 года.

— Три года назад мы приняли решение, что будем работать с МЛМ, потому что были те, кто говорил, что надо его списать, проблемы с топливными баками, с сильфонами, не лечатся.
Глава Роскосмоса Дмитрий Рогозин о МЛМ «Наука» после его стыковки с МКС, 29 июля 2021 года.

— Пока не начнёт полноценно работать наша национальная станция (пусть даже в минимально необходимом объёме), сокращать программы экспериментов на орбите МКС мы не должны. Модуль должен быть запущен, и он принесёт пользу. «Наука» на орбите нам нужна в любом случае: хоть на 4, хоть на 6 лет, хоть на 10. Это не обсуждается.
Глава Роскосмоса Дмитрий Рогозин о целесообразности запуска МЛМ к МКС после объявления о создании Российской национальной станции и возможном прекращении эксплуатации МКС после 2025 года, 18 апреля 2021 года.

- 21 июля 2021 года в 17:58 (МСК)[86] — запуск МЛМ-У «Наука» к МКС с пусковой установки № 39 площадки № 200 космодрома Байконур[114][115][116]. Спустя 580,3 секунды после старта модуль «Наука» в штатном режиме отделился от третьей ступени ракеты-носителя «Протон-М»[117].
- 21 июля 2021 года в 18:18 Роскосмос сообщил о получении первой картинки с модуля Наука[118].

### Выведение модуля «Наука» в зону стыковки с МКС
Плановая продолжительность выведения модуля «Наука» в зону стыковки с МКС после запуска — 8 суток. Для стыковки модуль после запуска «Протоном-М» поднял свою орбиту с опорной (высота перигея — 199,0 км, высота апогея — 375,5 км) до орбиты МКС (круговой орбиты высотой около 420 км). Для этого «Наука» четыре раза включила главные двигатели (ДКС — двигатели коррекции и сближения КРД-442 (индекс ГРАУ 11Д442) разработки КБХМ им. Исаева с номинальной тягой 417 кгс (4,09 кН) каждый).
| Дата, время мск¹)                                                          | Перигей  | Апогей   | Наклонение | Период    |
| -------------------------------------------------------------------------- | -------- | -------- | ---------- | --------- |
| 22 июля, 12:11                                                             | 189,8 км | 344,4 км | 51,62°     | 89,85 мин |
| 22 июля, 22:34                                                             | 224,6 км | 347,2 км | 51,62°     | 90,23 мин |
| 23 июля, 18:30                                                             | 224,9 км | 362,9 км | 51,58°     | 90,39 мин |
| 24 июля, 07:55                                                             | 238,5 км | 370,4 км | 51,61°     | 90,61 мин |
| 25 июля, 12:40                                                             | 334,0 км | 406,1 км | 51,64°     | 91,94 мин |
| 27 июля, 22:55                                                             | 359,4 км | 406,5 км | 51,64°     | 92,21 мин |
| 29 июля, 04:12                                                             | 369,7 км | 406,3 км | 51,64°     | 92,31 мин |
| ¹) Приведено время не фактических коррекций, а время обновлений базы NORAD |          |          |            |           |

- 22 июля 2021 года не была совершена запланированная первая из четырёх коррекций орбиты, и модуль остался на орбите выведения. Источник в ракетно-космической отрасли сообщил, что у модуля обнаружились неполадки в топливной системе[119]. Из-за возникших проблем Роскосмос отложил отстыковку модуля «Пирс» от МКС минимум на сутки[120], после проведения регламентных расчётов и операций[121].

Вечером того же дня пресс-служба Роскосмоса сообщила, что тестовое включение двигательной установки модуля «Наука» и импульс формирования орбиты отработаны штатно, были совершены два корректирующих манёвра. Первый манёвр состоялся в 18:07 по московскому времени, когда на 17,23 секунды были включены двигатели модуля (приращение скорости модуля составило 1 м/с); второе включение двигателей состоялось в 20:19 мск и продлилось 250,04 секунды (приращение скорости модуля составило 14,59 м/с). После двух импульсов высота перигея — 230,43 км, апогея — 364,86 км (глава Роскосмоса Дмитрий Рогозин сообщил в соцсети, что высота перигея модуля была поднята до 245 км; в данных НОРАД перигей составил 224 км, апогей — 347 км).
В связи с успешными тестовыми коррекциями орбиты, специалисты ракетно-космической отрасли, проанализировав данные телеметрии модуля «Наука» и убедившись в работоспособности двигательной установки, приняли решение провести отстыковку модуля «Пирс» от МКС 24 июля.
- 23 июля 2021 года со ссылкой на источники в ракетно-космической отрасли сообщили, что специалисты смогли запустить основные двигатели модуля «Наука» — ДКС; приращение скорости модуля составило примерно 7 м/с[126]. Пресс-служба Роскосмоса сообщила о двух корректирующих манёврах, без указания на то, какие двигатели использовались, продолжительность их работы, выданный импульс и значения перигея и апогея модуля после произведённых операций[127]. Данные НОРАД на 07:55 мск 24 июля показывают высоту перигея — 238 км, апогея — 370 км, наклонение орбиты — 51,61°[128].
- 24 июля 2021 года специалисты провели двухимпульсную коррекцию орбиты модуля (в 17:20 и 17:54 мск) на маршевом двигателе коррекции и сближения № 1[129][130]. Импульс формирования орбиты был отработан штатно. СМИ со ссылкой на источники в ракетно-космической отрасли сообщили, что по предварительным данным перигей орбиты модуля составляет 340 км, апогей — 420 км[131].
- 25 июля 2021 года — на 62-м витке модуля «Наука» была штатно проверена система причаливания «Курс-А»[132][133]. Вечером того же дня был проведён ещё один тест «Курса»: подтверждена готовность обоих комплектов аппаратуры[134]. 27 июля, уже после отстыковки «Пирса», Олег Новицкий и Пётр Дубров провели тренировки на борту МКС по ручной стыковке модуля «Наука» с использованием телеоператорного режима управления (ТОРУ) на случай отказа автоматики[135].
- 27 июля 2021 года в 17:33 мск[136] специалисты ЦУПа штатно провели корректирующий манёвр модуля[137][138].
- 28 июля 2021 года в 16:43 мск специалисты ЦУП в штатном режиме провели финальный корректирующий манёвр модуля «Наука»; проводить новые коррекции орбиты перед стыковкой модуля с МКС не планировалось[139].

### Нештатные ситуации в период выведения модуля «Наука»
Сразу после запуска модуля «Наука» на орбиту в СМИ начали появляться сообщения о нештатной работе различных систем модуля. Официальный Роскосмос и глава госкорпорации Дмитрий Рогозин никак не комментировали эти сообщения вплоть до стыковки модуля с МКС. Также в открытом доступе не публиковалась циклограмма полёта модуля к МКС. Лишь после стыковки Дмитрий Рогозин признал наличие проблем во время выведения модуля:

— Врать не будем… Получилось не как обычно, но получилось неплохо. Пришлось поволноваться первые три дня, непростое было выведение, была потеря телеметрии. Мы это, конечно, все проанализируем, сделаем так, чтобы госкомиссия, которая отвечает за эти вопросы, проанализировала все замечания.
Глава Роскосмоса Дмитрий Рогозин о проблемах с МЛМ «Наука» во время его выведения к МКС, 29 июля 2021 года.

— Главная оперативная группа управления смогла вносить оперативные изменения в полётное задание, когда мы сталкивались с какими-то проблемами. Поэтому я точно могу подтвердить: далеко не всё шло гладко.
Глава Роскосмоса Дмитрий Рогозин о проблемах с МЛМ «Наука» во время его выведения к МКС, 30 июля 2021 года.

2 августа 2021 года у 61-летнего заместителя генерального конструктора РКК «Энергия» Александра Кузнецова, руководившего подготовкой «Науки» к запуску, случился инсульт, спровоцированный колоссальным напряжением во время работы над запуском модуля. Кузнецов вместе с другими специалистами и членами госкомиссии все восемь дней полёта модуля провёл в Центре управления полётами, практически не покидая помещение. 13 августа Кузнецова повторно госпитализировали.
9 сентября 2021 года космонавт Олег Новицкий во время ВКД-50 сфотографировал два датчика инфракрасной вертикали ИКВ 336К-1 и 336К-2, которые отказали на модуле «Наука» в ходе его полёта к МКС.
25 января 2022 года глава Роскосмоса Дмитрий Рогозин на XLVI Академических чтений по космонавтике памяти С. П. Королева, а также в интервью СМИ 11 апреля сообщил, что в период выведения у модуля «Наука» произошло 13 отказов различных систем.
Версия издания N+1
Российское интернет-издание N+1 начало сообщать о проблемах с выведением модуля «Наука» в первый же день после запуска, ссылаясь на неназванный источник. Также издание в своих публикациях использовало раздел «Автономный полёт МЛМ» за период с 22 по 30 июля из отчётов по работе экипажа МКС-65, которые каждое утро рассылаются в организации российской космической отрасли, связанные с «Наукой».
Сразу после запуска 21 июля не раскрылась одна из двух антенн системы автоматической стыковки «Курс-А» (2АСФ1М-ВКА), также не удалось протестировать основную и резервную системы управления из-за отказов двух датчиков инфракрасной вертикали (ИКВ), которые используются для определения ориентации модуля относительно Земли (работу системы управления также удалось наладить только 24 июля).
22 июля источник издания сообщил, что по телеметрии стало понятно, что модуль столкнулся со сбоями в топливной системе: в топливной системе создалось слишком высокое давление, в результате чего сильфоны порвались и топливо вытекло в газовую полость за мембраной сильфона. Это означает, что какая-то часть топлива может не попасть в трубопроводы и к двигателям, что, в свою очередь, ставит под угрозу возможность долететь до МКС. С другой стороны, отмечал источник, похожие телеметрические данные могут создавать сбои в системе клапанов топливной системы. В данных ЦУПа ни за 21-е число, ни за следующие дни, о механических повреждениях сильфонов или попадании в топливо газа наддува ничего не говорится. Вместо этого там сообщается, что вечером в день запуска, когда модуль начал выстраивать солнечную ориентации по данным со звёздного датчика, «произошло объединение баков высокого и низкого давления горючего и окислителя». Согласно отчёту, на третьем витке «Науки» из одного бака высокого давления с горючим (БВДГ) и бака высокого давления с окислителем (БВДО) топливо начало перетекать в баки низкого давления, БНДГ3 и БНДО3. В результате инцидента половина топлива на борту «Науки» должна была стать недоступна для главных двигателей ДКС — потому что давление в баках № 3 оказалось выше допустимого для них. Таким образом, проблемы с двигателями «Науки», по данным из ЦУПа, были связаны не с сильфонами, а сбоем пневмогидравлической системы.
29 июля, перед самой стыковкой, не удалось сориентировать модуль с помощью звёздного датчика БОКЗ1. На следующем витке специалисты порекомендовали использовать резервный БОКЗ2.
Версия неназванного источника в ракетно-космической отрасли
14 августа 2021 года источник в ракетно-космической отрасли сообщил СМИ, что основными проблемами первых двух дней полёта модуля «Наука» стали: сбой программы полёта и работы одного из топливных клапанов, проблемы передачи пакета команд на борт с наземных измерительных комплексов, отсутствие сигнала с двух датчиков инфракрасной вертикали и с одного из двух звёздных датчиков. Руководитель главной оперативной группы управления Владимир Соловьёв тут же доложил о критической ситуации главе Роскосмоса, председателю госкомиссии по запуску модуля Дмитрию Рогозину. С этого момента управление полётом модуля перешло в руки госкомиссии.
Для восстановления устойчивой связи с модулем на все наземные измерительные пункты оперативно были направлены инженеры холдинга «Российские космические системы», которые справились с задачей стабильной передачи команд на модуль и получения с него телеметрической информации. Учитывая, что модуль после выведения на орбиту находился на низкой высоте, в оперативном порядке 22 июля были проведены сначала тестовые, затем штатные включения корректирующих и маршевых двигателей модуля, чтобы приподнять «Науку» на безопасную орбиту. На следующий день решением Дмитрия Рогозина была создана рабочая группа, которой было поручено спасти модуль. Группу возглавил генеральный конструктор КБ «Салют» Сергей Кузнецов. В состав вошли лучшие специалисты: представители Центра Келдыша, ЦНИИмаш, предприятий-разработчиков всех систем и комплексов «Науки».
Начиная с 25 июля были успешно протестированы основной и резервный комплекты системы сближения и стыковки «Курс», пересчитаны резервы топлива, необходимые для сближения, рассчитана новая схема стыковки с учётом прочности станции и модуля (максимальную скорость стыковки ограничили 8 см в секунду), к моменту сближения была восстановлена стабильная работа обоих звёздных датчиков, отвечающих за точную ориентацию «Науки».
В Роскосмосе отказались комментировать запрос СМИ о словах источника о массовом отказе систем модуля «Наука» сразу после запуска.
Версия Владимира Соловьёва
30 августа генеральный конструктор РКК «Энергия», руководитель полёта российского сегмента МКС Владимир Соловьев сообщил СМИ, что комиссия «Энергии» закончила своё расследование, материалы переданы комиссии Роскосмоса. После завершения работы этой комиссии определённая информация может быть предана огласке. Перечень возникших в ходе автономного полёта модуля «Наука» нештатных ситуаций оказался достаточно обширным.
Возникли проблемы двух типов: с топливной системой и датчиками. Третья проблема, связанная с программным обеспечением, возникла уже после стыковки. Несмотря на проблемы с клапанами топливной системы, из-за чего топливо в баках перераспределилось не очень удачно, удалось сохранить возможность проведения манёвров. Из-за неудачного перераспределения топлива оно не совсем эффективно было использовано во время первых коррекций, проводившихся с помощью двигателей малой тяги, но топлива хватало и его было достаточно, вопреки слухам о том, что топлива хватит лишь на одну попытку стыковки. По замечаниям к датчиками инфракрасной вертикали будет проведено разбирательство с производителями, но резервирование и дублирование за счёт звёздных датчиков позволили сохранить режимы ориентации модуля. Все нештатные ситуации были незапланированными и были достаточно серьёзными.
Двигательная установка, с которой возникли проблемы, предполагает наличие наземного физического аналога, который ещё иногда называют проливочный макет (имеет настоящие баки и настоящие трубопроводы; в него может быть заправлено как топливо, так и простая вода). Из-за ограниченных финансовых возможностей такого наземного аналога не было, в результате пришлось вместо наземного испытательного оборудования пользоваться только математическими моделями, которые не всегда правильно моделируют такие сложные процессы, как поведение жидкости в невесомости, фазовые переходы.
Проблемы с системой стыковки «Курс» были обнаружены ещё в первый день.
Всё осложнялось тем, что в модуле стояла старая система управления (самые старые блоки системы управления «Наукой» были изготовлены в Советском Союзе в 1986—1990 гг), которая работала с трудом уже в первые сутки после запуска.

### Подготовительные работы в российском сегменте МКС
Для интеграции МЛМ с российским сегментом МКС необходимо протянуть кабель питания из американского сегмента через модуль «Заря» по наружной поверхности станции, установить новое программное обеспечение (чтобы бортовой компьютер распознал «Науку» в составе станции), а также провести работы в открытом космосе в целях подготовки отстыковки и затопления модуля «Пирс», место которого и займёт МЛМ. Пристыковать «Науку» к «Пирсу» невозможно из-за отличных друг от друга систем стыковки на этих модулях — «Наука» может пристыковаться только к ССВП-М (надирный СУ модуля «Звезда»). Отстыковка модуля «Пирс» должна состояться непосредственно перед прибытием МЛМ, чтобы в случае нештатной ситуации не остаться сразу без двух модулей.
- 16 августа 2013 года году космонавты экспедиции МКС-36 Фёдор Юрчихин и Александр Мисуркин во время выхода в открытый космос начали выполнять работы по протягиванию кабелей, однако часть кабельных трасс возможно протянуть лишь после прилёта «Науки» к МКС[153].
- 18 ноября 2020 года космонавты экипажа МКС-64 Сергей Рыжиков и Сергей Кудь-Сверчков в рамках ВКД-47 переключили антенну «Транзит-Б» телеметрической системы с модуля «Пирс» на модуль «Поиск»[154].
- 17 февраля 2021 года — произведена пристыковка грузового транспортного корабля «Прогресс МС-16» к модулю «Пирс».
- 2 июня 2021 года космонавты экспедиции МКС-65 Олег Новицкий и Пётр Дубров в рамках ВКД-48 выполнили все процедуры по подготовке к отстыковке и затоплению модуля «Пирс»: убрали все внешние связи между «Пирсом» и МКС. Для этого они отвели от модуля грузовую модернизированную стрелу М1, перестыковали кабели антенн системы сближения «Курс» и сняли фал-переход между российскими модулями «Пирс» и «Звезда». По окончании данной операции российские специалисты подтвердили, что тест системы «Курс» после переподключения разъёмов прошёл успешно[155][156].
- 24-25 июля 2021 года — стравливание воздуха из модуля «Пирс» перед его отстыковкой от МКС[157][158].

- 26 июля 2021 года в 13:56 мск (первоначальная плановая дата — 23 июля[86][159], позже была перенесена на 24 июля[125], затем — на 25 июля[160]) — грузовой корабль «Прогресс МС-16» отсоединил модуль «Пирс» от модуля «Звезда». В 17:42 мск связка из корабля и модуля вошла в плотные слои атмосферы Земли, ещё через 10 минут несгораемые элементы были затоплены на «кладбище космических кораблей» в несудоходной части Тихого океана — в 3,6 тыс. км от города Веллингтона и 5,8 тыс. км от города Сантьяго[161].
- 26-27 июля — роботизированный манипулятор «Канадарм2» при помощи камеры осмотрел стыковочный узел «Звезды» в целях проверки его готовности к приёму «Науки»[162]. Работа по детальному осмотру стыковочного узла была критически важна для планирования дальнейших работ, так как Пирс и Звезда находились в пристыкованном состоянии 20 лет в условиях открытого космоса .
- 27 июля 2021 года — Роскосмос сообщил, что специалисты Центра управления полётами, проанализировав данные «Канадарм²» по стыковочному узлу, ранее занятому модулем «Пирс», пришли к выводу, что механические помехи для стыковки «Наука» отсутствуют. Таким образом подтверждена готовность стыковочных агрегатов для принятия модуля, а внеплановый выход космонавтов в открытый космос не требуется[163]. Ранее не исключалась вероятность срочного выхода в открытый космос, если потребуется очистка стыковочного узла модуля «Звезда»[164]. Подобный случай был в апреле 1987 года, когда станционный мусор, находившийся рядом со стыковочным блоком мешал окончательной жёсткой стыковке модуля «Квант» станции «Мир», из-за чего пришлось проводить выход в открытый космос.

### Стыковка МЛМ-У «Наука» со служебным модулем «Звезда»
29 июля 2021 года в 16:29 (МСК) модуль «Наука» был пристыкован в автоматическом режиме к надирному стыковочному узлу служебного модуля «Звезда».
При этом, переговоры российских космонавтов с Центром управления полётами, проводились 16 раз, через ретрансляционные каналы Многофункциональной космической системы ретрансляции (МКСР) «Луч». Для обеспечения стыковки модуля «Наука» с МКС использовались спутники «Луч-5А» и «Луч-5Б».
«Наука» стала одним из самых больших модулей на всей МКС, а также четвёртым научным модулем станции, после американской лаборатории «Дестини», европейской «Коламбус» и японской «Кибо».
|  |  |  |  |  |  |  |  | Звезда (служебный модуль)               |  |  |  |  |  |  |  |  |  |
|  |  |  |  |  |  |  |  |                                         |  |  |  |  |  |  |  |  |  |
|  |  |  |  |  |  |  |  | МЛМ-У («Наука») (заменил модуль «Пирс») |  |  |  |  |  |  |  |  |  |
|  |  |  |  |  |  |  |  | Гермоадаптер с иллюминатором            |  |  |  |  |  |  |  |  |  |
|  |  |  |  |  |  |  |  |                                         |  |  |  |  |  |  |  |  |  |
|  |  |  |  |  |  |  |  |                                         |  |  |  |  |  |  |  |  |  |
|  |  |  |  |  |  |  |  |                                         |  |  |  |  |  |  |  |  |  |
|  |  |  |  |  |  |  |  | УМ «Причал»                             |  |  |  |  |  |  |  |  |  |
|  |  |  |  |  |  |  |  |                                         |  |  |  |  |  |  |  |  |  |
|  |  |  |  |  |  |  |  |                                         |  |  |  |  |  |  |  |  |  |
|  |  |  |  |  |  |  |  |                                         |  |  |  |  |  |  |  |  |  |
|  |  |  |  |  |  |  |  | Корабли доставки                        |  |  |  |  |  |  |  |  |  |

### Инцидент с включением двигателей после стыковки
Спустя несколько часов после стыковки, во время интеграции модуля в состав МКС, в 19:45 (мск), неожиданно, без внешней команды, запустились двигатели ориентации «Науки» по оси тангажа. Скорость вращения станции достигала 0,56 градуса в секунду. Неправильная ориентация станции привела к потере связи с Центром управления полётами дважды, на 4 и на 7 минут,
.
В Хьюстоне была объявлена тревога «Авария на станции». Для того чтобы компенсировать возмущения и потерю ориентации в пространстве, на МКС сначала включили двигатели модуля «Звезда», а после и грузового корабля «Прогресс МС-17», пристыкованного к модулю «Поиск». Двигатели ориентации «Науки» отключить не удалось, сообщалось, что они проработали 45 минут. После выработки топлива двигателями «Науки» удалось вернуть контроль за ситуацией. Согласно публично доступным данным телеметрии, в ходе инцидента станция выполнила полтора оборота в пространстве. Астронавты осмотрели МКС, а также проверили состояние корабля Crew Dragon. Особое внимание уделялось состоянию панелей солнечных батарей станции и её радиаторов. После нормализации ситуации в НАСА заявили, что инцидент не представлял опасности для экипажа, МКС не получила повреждений.
Пресс-служба Роскосмоса прокомментировала нештатную ситуацию «работами с остатками топлива» и процессом перевода модуля «Наука» из полётного режима в режим «состыкован с МКС».
Из-за ситуации с модулем «Наука» НАСА и Boeing приняли решение о переносе на поздний срок запланированного на 30 июля тестового запуска корабля Starliner на МКС. 30 июля Роскосмос в своём Telegram-канале сообщил, что запуск корабля Starliner к МКС был отложен из-за погодных условий. На это заявление представитель НАСА Дэниел Хуот ответил, что все системы корабля Starliner были готовы к запуску в пятницу, дополнительное время необходимо для подготовки МКС к его прибытию после инцидента с модулем «Наука». Однако 3 августа запуск не состоялся — по техническим причинам его отложили на сутки; 4 августа пресс-служба Boeing сообщила, что старт отложен на неопределённый срок. Руководитель пресс-службы Роскосмоса Владимир Устименко назвал ситуацию с попыткой увязать перенос запуска корабля Starliner с модулем «Наука» некрасивой.
На собранной 29 июля пресс-конференции руководитель программы МКС в НАСА Джоэл Монталбано сообщил, что Роскосмос возглавит расследование ситуации с модулем «Наука», в нём также примут участие американские инженеры. 30 июля пресс-служба Роскосмоса сообщила, что специалисты Главной оперативной группы управления завершают комплекс процедур с двигательной установкой модуля «Наука» в интересах безусловного обеспечения безопасности МКС и экипажа. В этот же день руководитель полётом российского сегмента МКС Владимир Соловьёв сообщил, что инцидент 29 июля произошёл из-за кратковременного сбоя программного обеспечения, в результате которого была ошибочно реализована прямая команда на включение двигателей модуля на увод, что и повлекло за собой видоизменение ориентации станции в целом. Сейчас все системы МКС и МЛМ работают в штатном режиме. Создан надёжный внутренний силовой и командный интерфейс, а также интерфейс энергопитания, которые связали модуль со станцией.
1 августа 2021 года руководитель полёта американского сегмента МКС Зебулон Сковилл заявил в соцсети, что во время нештатного включения двигателей «Науки» отклонение МКС составило не 45°, как сообщалось ранее, а 540°: за время инцидента станция совершила почти 1,5 оборота в сторону по тангажу, а затем половину оборота в обратную.
4 августа 2021 года исполнительный директор по пилотируемым программам Роскосмоса Сергей Крикалёв сообщил СМИ, что для поиска причин внезапного включения двигателей «Науки» создали комиссию. По его словам, причиной нештатной ситуации стала система управления «Науки», которая после стыковки с МКС ошибочно отработала алгоритм нахождения в свободном полёте, включающий двигатели модуля на отвод. Крикалёв добавил, что МКС не получила повреждений, но каждый подобный цикл напряжений учитывается в ресурсе станции: дополнительная нагрузка вызывает нагрузку на привод солнечных батарей, на фермы, на которых все это установлено. Специалистам предстоит оценить, насколько сильно была нагружена конструкция МКС и к каким последствиям это приведёт.
9 августа руководитель программы МКС в НАСА Джоэл Монталбано на пресс-конференции сообщил, что окончательная информация по инциденту с внештатным включением двигателей модуля «Наука» будет доступна через две-три недели.
13 августа НАСА объявило о создании экспертной группы, которая займётся расследованием инцидента с модулем «Наука». Группа сосредоточится на анализе доступных данных, сотрудничестве с российскими коллегами по любой информации, которая им требуется для оценки, а также на координации с другими международными партнёрами.
30 августа генеральный конструктор РКК «Энергия», руководитель полёта российского сегмента МКС Владимир Соловьев сообщил СМИ, что спустя несколько часов после стягивания модуля «Наука» крюками стыковочного узла (каждый выдерживает по восемь тонн на разрыв) в бортовом компьютере модуля висела команда «увод», не было признака «сцепка», то есть по-прежнему действовала программа автономного полёта. В итоге компьютер выдал команду «увод» и двигатели отработали в первый раз семь секунд, потом 45 минут. Ошибку в программном обеспечении нельзя было обнаружить во время наземных испытаний. Сейчас все вычислительные машины объединены, для связи используется спутниковый контур управления. Руководитель программы МКС в НАСА Джоэл Монталбано заверил Владимира Соловьёва, что воздействие от внештатного включения двигателей «Науки» было в два раза меньше, чем предельное.

### Ввод модуля «Наука» в эксплуатацию в составе МКС
Часть оборудования для модуля «Наука» была доставлена на МКС ещё в мае 2010 года вместе с модулем «Рассвет»: шлюзовая камера и радиатор системы охлаждения, запасной локоть манипулятора ERA и переносное рабочее место для работы снаружи станции. До ввода в эксплуатацию манипулятора ERA они находятся на внешней поверхности «Рассвета». На лётные испытания и полный ввод в эксплуатацию модуля «Наука» отведено 12 месяцев с момента запуска.
28 июня 2016 года источник в ракетно-космической отрасли сообщил, что операции по подготовке к приёму модуля «Наука», его интеграции и ввод в строй потребует 11 выходов в открытый космос: четыре для подготовки к стыковке МЛМ и отстыковки модуля «Пирс», а также семи выходов после присоединения МЛМ к станции. 30 мая 2019 года начальник Центра подготовки космонавтов Павел Власов сообщил, что подключение «Науки» к российскому сегменту МКС потребует 10 выходов в открытый космос. 3 октября 2019 года глава Роскосмоса Дмитрий Рогозин сообщил, что завершение подключения модуля к МКС потребует до 10 выходов в открытый космос. В вышедшем 2 августа 2020 года репортаже «Комсомольской правды» генеральный директор Центра им. Хруничева Алексей Варочко прокомментировал сообщение в СМИ о необходимости 10 выходов в космос для интеграции МЛМ, заявив, что модуль будет готов к работе сразу после стыковки. А выходы в открытый космос будут необходимы, чтобы забрать с внешней стороны МКС оборудование для МЛМ «Наука». 20 января 2021 года Центр подготовки космонавтов распространил сообщение, согласно которому членам экипажа экспедиции МКС-65 предстоит до трёх выходов в открытый космос с целью поэтапной интеграции МЛМ в российский сегмент МКС. 22 января 2021 года руководитель полёта российского сегмента МКС Владимир Соловьёв сообщил, что для интеграции модуля со станцией потребуется 7-8 выходов в открытый космос.
| Внешние видеофайлы | Внешние видеофайлы                                                |
| ------------------ | ----------------------------------------------------------------- |
|                    | Анимация НАСА о плане работ во время ВКД-49. 2 сентября 2021 года |
|                    | Трансляция «Роскосмос-ТВ» ВКД-49. 3-4 сентября 2021 года          |

| Внешние видеофайлы | Внешние видеофайлы                                        |
| ------------------ | --------------------------------------------------------- |
|                    | Трансляция «Роскосмос-ТВ» ВКД-50. 9-10 сентября 2021 года |
|                    | Таймлапс ВКД-50                                           |

- 30 июля 2021 года в 20:47 мск космонавты Роскосмоса Олег Новицкий и Пётр Дубров открыли переходные люки и вошли в жилую зону приборно-герметичного отсека модуля «Наука», затем начали выполнять контрольный осмотр отсеков, взятие проб воздуха и перешли к установке агрегата фильтра очистки атмосферы[215].
- 31 июля 2021 года выполнена очистка атмосферы в модуле «Наука» и взяты финальные пробы воздуха, которые соответствуют норме[216]. Олег Новицкий и Пётр Дубров выполнил вход в МЛМ для начала полноценной деятельности в модуле после завершения работы фильтров очистки воздуха и приступил к монтажу вентиляции[217].
- 2 августа 2021 года космонавты приступили к разгрузке оборудования, доставленного модулем «Наука» (более тонны грузов)[218][219].
- 21 августа 2021 года был впервые открыт иллюминатор модуля «Наука».
- 16 сентября 2021 года Олег Новицкий освободил отсек с туалетом в модуле «Наука» от мешающих грузов и начал его подключение[220].
- 22 сентября 2021 года Олег Новицкий и Пётр Дубров приступили к интеграции и тестированию манипулятора ERA: космонавты проводят работы по активации систем управления манипулятора и интеграции его программного обеспечения в систему управления станции. В дальнейшем манипулятору предстоит пройти ряд тестов систем и программного обеспечения для проверки его работоспособности и развёртывания на российском сегменте МКС[221].
- 23 сентября 2021 года специалисты ЕКА во время первых тестов манипулятора ERA выявили сбои при передаче данных между модулями «Звезда» и «Наука». При этом компьютер ERA, его внешняя панель управления и российский компьютер работают хорошо и обмениваются данными. Причина сбоев выясняется, однако европейские специалисты выразили уверенность, что времени на поиск и устранение неполадок вполне достаточно[222]. 4 октября 2021 года генконструктор РКК «Энергия» Владимир Соловьёв на конференции «Научный космос XXI века: вызовы, решения, прорывы» подтвердил, что у манипулятора ERA имеются проблемы с программным обеспечением, но предположил, что через год все будет работать[223].
- 4 октября 2021 года в модуле «Науке» был развёрнут туалет, ставший вторым туалетом на Российском сегменте МКС[224].
- 30 октября 2021 года грузовик «Прогресс МС-18» доставил на МКС полторы тонны оборудования и материалов, среди которых 300 кг оборудования для дооснащения модуля «Наука»: вторая российская система получения кислорода «Электрон-ВМ» (на МКС работают две таких установки — «Электрон-ВМ» в модуле «Звезда» и американская OGS в модуле Tranquility), бортовая мастерская, укладки для проведения эксперимента «Асептик»[225].
- 7 июля 2022 года в приборно-герметичном отсеке модуля «Наука» заработала система регенерации кислорода из водного конденсата «Электрон-ВМ». Система способна вырабатывать от 25 до 160 литров кислорода в час и дополнительно от 50 до 320 литров водорода в час. До этого момента на борту МКС функционировала только одна система регенерации кислорода «Электрон-ВМ», которая находится в служебном модуле «Звезда». Обе системы «Электрон-ВМ», функционирующие в настоящее время на МКС, полностью взаимозаменяемы, что позволяет организовать бесперебойное снабжение экипажа кислородом в случае технического обслуживания или ремонта любой из них[226].
- 21 ноября 2023 года, в день 25-летия запуска первого модуля МКС — функционально-грузового блока "Заря", была окончательно интегрирована в состав РС МКС шлюзовая камера модуля "Наука"[227].

### Мелкие недоделки в модуле
- 30 июля 2021 года при открытии люка «Науки» Олег Новицкий сообщил ЦУПу, что в новом модуле всё в порядке и пыли нет, но при открытии люка из модуля вылетел двухсантиметровый болт. 4 августа исполнительный директор по пилотируемым программам Роскосмоса Сергей Крикалёв сообщил СМИ, что все нужные болты находятся на месте, а данный болт мог остаться после сборочных операций на Земле и не способен навредить МКС. Специалисты по внешнему виду и конструкции болта определят его происхождение и предназначение[228]. По состоянию на октябрь 2023 г. сообщений об определении принадлежности болта не публиковалось.
- В августе 2021 года Олег Новицкий сообщил ЦУПу, что на входе в каюту модуля торчат металлические конструкции, к которым раньше, как предположил космонавт, было что-то закреплено для уменьшения вибраций при полёте и стыковке. Сейчас эти конструкции, по словам Новицкого, мешают передвижению в модуле и, по-видимому, не выполняют никакой функции.
- 19 августа 2021 года один российских космонавтов пожаловался ЦУПу на петли каюты экипажа, которые громко скрипят и заглушают практически все остальные звуки на МКС[229].

### Инцидент с утечкой охлаждающей жидкости
9 октября 2023 года камерами наружного наблюдения МКС были зафиксированы потоки предположительно охлаждающей жидкости из системы охлаждения модуля «Наука».
Роскосмос подтвердил наличие утечки из радиатора охлаждения, который был доставлен на МКС с модулем «Рассвет» и подключен к «Науке» в апреле 2023 года. Во избежание контаминации (загрязнения) НАСА приказала закрыть ставни на всех иллюминаторах американского сегмента. Это третья утечка из радиатора на российском сегменте МКС после утечек на ТПК Союз МС-22 и ТГК Прогресс МС-21.
По заявлению Роскосмоса основной контур терморегулирования модуля «Наука» продолжает работать в штатном режиме и обеспечивает комфортные условия в жилой зоне модуля. Экипажу и станции ничего не угрожает. Продолжается работа главной оперативной группы управления по анализу текущей ситуации. 11 октября 2023 года исполнительный директор по пилотируемым космическим программам Госкорпорации «Роскосмос» Сергей Крикалев рассказал об отсутствии влияния утечки теплоносителя из дополнительного радиационного теплообменника на комфорт экипажа МКС.
25-26 октября космонавты Олег Кононенко и Николай Чуб провели выход в открытый космос продолжительностью более 7 часов, в ходе которого отключили гидравлические контуры дополнительного радиационного теплообменника модуля «Наука», в том числе негерметичный, из которого произошла утечка теплоносителя. Осмотрели и сфотографировали место негерметичности на радиаторе для выяснения специалистами на Земле причин возникновения утечки.

### Список стыковок
| Внешние видеофайлы | Внешние видеофайлы                                        |
| ------------------ | --------------------------------------------------------- |
|                    | Таймлапс стыковки модуля «Наука» к МКС. 29 июля 2021 года |

| Внешние видеофайлы | Внешние видеофайлы                                                              |
| ------------------ | ------------------------------------------------------------------------------- |
|                    | Таймлапс перестыковки корабля «Союз МС-18» с модуля «Рассвет» на модуль «Наука» |

| Внешние видеофайлы | Внешние видеофайлы                                             |
| ------------------ | -------------------------------------------------------------- |
|                    | Трансляция стыковки корабля «Прогресс МС-17» с модулем «Наука» |

| Внешние видеофайлы | Внешние видеофайлы                                 |
| ------------------ | -------------------------------------------------- |
|                    | Таймлапс стыковки модуля «Причал» к модулю «Наука» |

## Компоновка и оборудование модуля
МЛМ-У «Наука» состоит из приборно-герметичного отсека (ПГО) и сферического гермоадаптера (ГА), разделённых герметичной переборкой с люком.

ПГО, оснащённый активным гибридным стыковочным агрегатом, включает приборную зону, зону для хранения грузов и жилую зону с бортовой мастерской и дополнительной каютой. На наружной поверхности отсека находятся блоки двигательной установки с топливными баками, две ориентируемые панели солнечных батарей и универсальная платформа для монтажа целевого оборудования.

ГА предназначен для размещения служебной аппаратуры станционных систем. Он оборудован осевым агрегатом ССВП-М (для модуля «Причал») и надирным агрегатом активной гибридной системы стыковки (для шлюзовой камеры).
В состав модуля «Наука» входят следующие основные узлы:
- Бытовые:
  - санузел (второй в российском сегменте, первый — в модуле «Звезда»)
  - комплекс обеспечения кислородом до шести человек
  - прибор регенерации воды из урины «СРВ-УМ». В отличие от системы, использовавшейся на станции «Мир» и той, что установлена в американском сегменте и работающей по принципу самовара (кипятишь урину — получаешь воду), СРВ-УМ использует центрифугу, мембранные фазовые переходы, имеет высокий КПД. Установка сейчас работает в экспериментальном режиме.
  - каюта для третьего члена экипажа[32], которая защищена от воздействия радиации 10-мм алюминиевой плитой[236] (до «Науки» в российском сегменте было 2 каюты для космонавтов). Первым пользователем каюты стал командир экипажа МКС-65 Олег Новицкий[237].
- Транспортные:
  - гермоадаптер с иллюминатором и двумя свободными стыковочными узлами (для шлюзовой камеры и узлового модуля «Причал»)
  - временный переходник на СУ гермоадаптера, для пристыковки кораблей «Союз» и «Прогресс»
- Исследовательские:
  - универсальные платформы для размещения на них оборудования для дистанционного зондирования Земли[238]
  - Виброплатформа (автоматическая поворотная виброзащитная платформа «Флюгер») для создания колебаний с определённой частотой или гашения колебаний от МКС, чтобы вибрации не передавались аппаратуре.

### Двигатели и топливная система модуля «Наука»
Двигатели
На модуле «Наука» (как и на однотипном модуле «Заря») установлены три типа двигателей:
- двигатели коррекции и сближения (ДКС) — главные двигатели, 2 двигателя КРД-442 (индекс ГРАУ 11Д442) разработки КБХМ имени А. М. Исаева с номинальной тягой 417 килограмм-сил (4,09 килоньютона) каждый, призваны обеспечивать коррекцию орбиты на этапе автономного полёта к МКС. Двигатели могут включаться до 100 раз; их ресурс составляет 2600 с. Для корабля столь большой массы оказалось более выгодным использовать двигательную установку с турбонасосной системой подачи, а не с вытеснительной как на «Союзе». Эти двигатели использовались на «Транспортном корабле снабжения», на базе которого позднее были сделаны модули «Заря» и «Наука»;
- двигатели причаливания и стабилизации (ДПС) — 24 двигателя 11Д458 с тягой 40 килограмм-сил (392 ньютона)[240], разработанные АО «НИИМаш». Аналогичные двигатели использует Бриз-М;
- двигатели точной стабилизации (ДТС) — 16 двигателей ДТС (17Д58Э) с тягой 1,36 килограмм-сил (13,3 ньютона), разработанные АО «НИИМаш», предназначены для точной стабилизации при стыковке. Имеют значительные ресурсные характеристики: максимальное время огневой работы — 180 000 с, максимальное количество включений — 450 000 циклов[240]. Аналогичные двигатели использует Бриз-М.

Все они являются жидкостными ракетными двигателями и работают на самовоспламеняемой топливной паре несимметричный диметилгидразин (горючее) и тетраоксид азота (окислитель).
Топливная система
Маршевые двигатели (ДКС) получают топливо и окислитель из четырёх баков низкого давления с помощью турбонасосов. Перекачку топлива из баков с низким давлением в баки с высоким давлением обеспечивают эти же турбонасосы.
Двигатели тонкой коррекции (ДПС и ДТС) получают горючее и окислитель из баков высокого давления методом вытеснительной подачи.
Топливные баки. Объём топлива и окислителя
Роскосмос не публиковал в открытом доступе объём заправленного топлива в баки перед запуском модуля «Наука», однако баки «Зари» вмещали в себя 6100 кг, а запускалась она с частично заправленным баками, содержащими не более 3800 кг топлива.

### Оборудование для исследований
Для лабораторных исследований в модуле «Наука» предусмотрено более 30 универсальных рабочих мест (УРМ). Высокая степень автоматизации МЛМ позволит сократить количество дорогостоящих выходов в открытый космос — многие операции за бортом можно будет выполнять не выходя из станции. Снаружи модуля будут установлены 13 универсальных рабочих мест наружных (УРМ-Н) и европейский манипулятор ERA для их автоматизированного обслуживания. В гермоотсеке модуля организуется 20 универсальных рабочих мест внутренних (УРМ-В). УРМ-В будут включать в себя четыре места с выдвижными полками, в том числе с перчаточным боксом, раму с автоматической поворотной виброзащитной платформой, место с иллюминатором диаметром 426 мм для проведения визуальных и инструментальных наблюдений и другие.

### Внешнее оборудование

#### Манипулятор ERA
На модуле «Наука» установлен европейский робот-манипулятор ERA (European Robotic Arm), длиной 11,3 метра, массой 600 кг, с максимальной выдерживаемой нагрузкой 8 тонн, созданный для обслуживания российского сегмента МКС без выхода в открытый космос. Робот может перемещать отдельные крупные модули МКС, также способен захватывать и перемещать объекты с точностью до 5 миллиметров.
До запуска МЛМ манипулятор ERA хранился в РКК «Энергия» в заполненном азотом контейнере.
22 октября 2020 года специалисты ЕКА и Airbus Defence and Space прибыли на Байконур и 23 октября приступили к работе с манипулятором ERA. Это первая из нескольких запланированных поездок специалистов ЕКА на Байконур в рамках подготовки манипулятора к запуску. По словам главы постоянного представительства ЕКА в России Рене Пишеля, специалисты будут работать на космодроме в тесном сотрудничестве с представителями РКК «Энергия» до начала-середины ноября.
В мае 2021 года манипулятор European Robotic Arm (ERA) был установлен на многофункциональный лабораторный модуль «Наука».

#### Система СККО (средств крепления крупногабаритных объектов)
С помощью системы СККО, размещённой на внешней поверхности МЛМ-У, появится 5 универсальных рабочих мест УРМ-Н, каждое из которых оснащается тремя адаптерами полезной нагрузки, благодаря чему общее количество мест для размещения научной аппаратуры составит 16 штук. Суммарная масса оборудования, устанавливаемого на СККО, не должна превышать 400 кг.

#### Гермоадаптер с иллюминатором
С надирной стороны в модуле «Наука» находится отделяемый люком гермоадаптер в форме шара с двумя стыковочными узлами и крупнейшим иллюминатором российского сегмента. На его надирный СУ пристыкован узловой модуль «Причал». Ранее на этом стыковочным узле был установлен пассивный гибридный стыковочный агрегат ССВП-М (конус) с проставкой (временным переходником) «ССВП-М⇒ССВП», позволяющей причаливать к гермоадаптеру модуля «Наука» пилотируемому кораблю «Союз» или грузовому «Прогресс». Однако эта проставка мешала бы стыковке к «Науке» модуля «Причал», поэтому «Прогресс МС-17» увёз её с собой при расстыковке от станции 24 ноября 2021 года. 26 ноября 2021 года прилетел специальный «Прогресс М-УМ» с узловым модулем «Причал» вместо грузового отсека и пристыковал его к этому узлу.
Передний стыковочный узел ГА предназначен для присоединения автоматизированной шлюзовой камеры. Сама камера, а также раскрываемая радиаторная панель и переносное рабочее место для работы в открытом космосе закреплены на малом исследовательском модуле «Рассвет» (МИМ1). Они должны быть перенесены на МЛМ с помощью ERA.
До пристыковки шлюзовой камеры, если закрыть люки между гермоадаптером и состыкованными с ним модулями, он сам может служить шлюзом для ВКД.

#### Шлюзовая камера
Автоматизированная шлюзовая камера рассчитана на полезную нагрузку габаритами до 1200х500×500 мм, имеет объём 2,1 м³, вес 1050 кг и потребляет в пике 1,5 кВт энергии. До пристыковки МЛМ к МКС, шлюзовая камера хранится в составе МИМ1.
Предназначена:
- для извлечения полезных грузов из гермоадаптера МЛМ и размещения их на внешней поверхности станции;
- для приёма полезных грузов от манипулятора ERA и перемещения их во внутренний объём шлюзовой камеры и далее в гермоадаптер МЛМ;
- для проведения научных экспериментов во внутреннем объёме шлюзовой камеры;
- для проведения научных экспериментов снаружи шлюзовой камеры на выдвинутом столе и на специальном организованном месте.

Летом 2022 года камеру планировалось перенести манитулятором ERA и пристыковать к переднему стыковочному узлу гермоадаптера модуля «Наука». Однако этот перенос откладывался, и в итоге камера была перенесена и установлена в начале мая 2023 года.

## Планируемые эксперименты
Модуль «Наука» стал четвёртым научным модулем МКС, после американской лаборатории «Дестини», европейской «Коламбус» и японской «Кибо». «Наука» на треть увеличила рабочий объём российского сегмента МКС, позволяя проводить в два с лишним раза больше экспериментов. Одно из основных преимуществ «Науки» — появление специализированного места для проведения экспериментов, что влияет на их качество: ранее большинство исследований проходило в служебном модуле «Звезда», там же, где выполнялись служебные операции и физические тренировки. В то же время, для полноценной работы над экспериментами экипаж российского сегмента МКС должен увеличиться с двух до трёх космонавтов, поскольку практически все время два космонавта занимаются обслуживанием станции, сервисными работами, связанных с управлением и поддержкой функционирования станции.
До начала выполнения экспериментов с использованием возможностей модуля «Наука» вся масса научного оборудования на российском сегменте МКС оценивается в 7 тонн (для сравнения: в американском сегменте — около 60 тонн).
В мае 2021 года в РКК «Энергия» была утверждена Программа научных и прикладных исследований, планируемых на модуле «Наука» с 2022 года. В ней предусмотрено проведение 33 новых целевых работ, а также продолжение ранее начатых экспериментов на других модулях российского сегмента.
В качестве первоочередных были выбраны 13 исследований: «Напор-миниРСА», «Капля-2», «Асептик», «Мираж», «Вампир», «Фуллерен», «Витацикл-Т», «БТН-Нейтрон 2», «Импульс (2 этап)», «Ракурс», «Захват-Э», «Мутация» и «Перепел».
| №                           | Шифр космического эксперимента | Направление                          | Аппаратура | Описание | Организация-разработчик      | Даты проведения             | Результат                   |
| Первоочередные исследования | Первоочередные исследования    | Первоочередные исследования          | Первоочередные исследования                                                                                        | Первоочередные исследования | Первоочередные исследования  | Первоочередные исследования | Первоочередные исследования |
| --------------------------- | ------------------------------ | ------------------------------------ | --- | --- | ---------------------------- | --------------------------- | --------------------------- |
| 1                           | Асептик                        | Космическая биология и физиология    | Укладки «Асептик»                                                                                                  | Эксперимент по проверке эффективности различных дезинфицирующих препаратов для применения на борту МКС | НПП «БиоТехСис»              |                             |                             |
| 2                           | БТН-Нейтрон 2                  | Физика космических лучей             | 1) Спектрометр нейтронов низких энергий «БТН-М2», 2) Спектрометр нейтронов высоких энергий «Нейтрон-Спектр» (СНВЭ) | Измерение потока нейтронов. Первый прибор БТН-М1 с 2006 года находится на внешней стороне модуля «Звезда» и успешно работает. Прибор второго поколения будет установлен в модуле «Наука» и будет более детально измерять поток нейтронов. Два спектрометра позволят объединить измерения потоков нейтронов снаружи и внутри МКС и построить полную инженерную модель собственного нейтронного излучения станции и оценить степень противостояния разных материалов нейтронному облучению. Со временем будет составлена карта нейтронного поля в окрестностях Земли, с помощью которой можно будет предсказывать, когда космонавт начнёт перебирать разрешённую дозу облучения. Новый прибор помимо нейтронного детектора будет также иметь гамма-спектрометр для регистрации потоков гамма-лучей. | ИКИ РАН                      | Не ранее 2023 года          |                             |
| 3                           | «Вампир»                       | Космическое материаловедение         | Технологическая установка МЭП-01                                                                                   | Эксперимент «Вампир» («вращающееся магнитное поле») позволит создать неохлаждаемые матрицы с уникальными техническими характеристиками для инфракрасных датчиков. Созданные в результате новые ИК-приборы крайне востребованы в малых аппаратах дистанционного зондирования Земли, группировка которых будет формироваться в рамках программы «Сфера». В ходе эксперимента предполагается выращивание кристаллов для ИК-датчиков в условиях невесомости во вращающемся магнитном поле. В результате можно получить кристаллы с высокой степенью однородности свойств, чего нельзя сделать в условиях Земли. | КБОМ                         | Июль 2023 —                 |                             |
| 4                           | Витацикл-Т                     | Космическая биология и физиология    | Аппаратура «Витацикл-Т»                                                                                            | Эксперимент по созданию оранжереи для выращивания растений в промышленных масштабах в космосе. В первом эксперименте будет выращиваться пекинская капуста, часть растений будет отправляться на Землю для исследований, часть — для питания космонавтов. В будущем космонавты смогут посадить также злаковые, бобовые культуры, карликовые томаты. | ГНЦ — ИМБП РАН               | 2024 года                   |                             |
| 5                           | Захват-Э                       | Перспективные космические технологии | Аппаратура СМС | Унифицированный манипулятор, обладающий некоторыми функциями человеческой кисти. Манипулятор разместят на внешней поверхности «Науки», а управлять им будет космонавт с пульта блока сопряжения, размещённого внутри модуля. Планируется отработать захват манипулятором имитаторов поручней с определённой силой сжатия, проверить исправность электроприводов и изучить свойства материалов в условиях открытого космоса. Данные исследования будут использованы при проектировании робототехнической системы для операций на внешней поверхности космических аппаратов. | ФГАНУ ЦНИИ РТК               |                             |                             |
| 6                           | Импульс (2 этап)               | Солнечная система                    | ИПИ-500 | В ходе эксперимента «Импульс» учёные будут исследовать свойства ионосферы Земли, «вбрасывая» в неё пучки ионов. | НИИ ПМЭ МАИ                  |                             |                             |
| 7                           | Капля-2                        | Перспективные космические технологии | Капельный холодильник-излучатель                                                                                   | Эксперимент Центра Келдыша по исследованию работы капельного холодильника-излучателя для ядерного буксира «Зевс». Также станет понятна эффективность технологии и возможности её функционирования на крупногабаритных космических аппаратах. В 2014 году на МКС проводился эксперимент «Капля-2», который заключался в испытании в космическом вакууме такой установки, но из-за отказа аппаратуры — внезапной остановки вращения ротора активного заборника капель — эксперимент преждевременно закончили. Новый эксперимент планируется провести в 2024—2025 гг, по состоянию на август 2021 года разработана проектная документация, Центр Келдыша приступает к изготовлению макетов и научной аппаратуры.                                                                                     | РКК «Энергия», Центр Келдыша |                             |                             |
| 8                           | Мираж                          | Космическое материаловедение         | Технологическая установка МЭП-01                                                                                   | | КБОМ                         |                             |                             |
| 9                           | Мутация                        | Космическая биология и физиология    | Аппаратура «Мутация»                                                                                               | Эксперимент предусматривает изучение нескольких поколений микробов в условиях космического полёта. | Биопрепарат ГНИИ «Генетика»  |                             |                             |
| 10                          | Напор-миниРСА                  | Перспективные космические технологии | Мини-РСА | В рамках эксперимента проверят работу миниатюрного всепогодного радиолокатора для изучения Земли. | ЦНИИмаш                      |                             |                             |
| 11                          | Перепел                        | Космическая биология и физиология    | Аппаратура «Перепел»                                                                                               | Планируется использование инкубатора с яйцами японского перепела для исследования развития эмбрионов. Оборудование для исследования включает центрифугу, то есть яйца будут экспонироваться как в искусственной силе тяжести, так и в невесомости. Цель эксперимента — исследовать развитие эмбриона в условиях невесомости и искусственной гравитации на МКС. Первый этап намечен на 2022 год. Второй этап подразумевает выведение популяции перепелов на орбите (сроки пока неизвестны так как требуется разработка научной аппаратуры). Экспериментов с грызунами и другими животными такого же уровня развития пока не планируется. | ГНЦ РФ-ИМБП                  |                             |                             |
| 12                          | «Ракурс»                       | Исследования Земли из космоса        | Аппаратура «Ракурс»                                                                                                | В рамках эксперимента «Ракурс» аппаратура позволит изучать воздушные волны в атмосфере Земли. | ИПГ                          |                             |                             |
| 13                          | Фуллерен                       | Космическое материаловедение         | Технологическая установка МЭП-01                                                                                   | | КБОМ                         |                             |                             |

## Финансирование
- 19 октября 2011 года Роскосмос опубликовал конкурсную документацию на право заключения госконтракта по созданию МЛМ для МКС. Начальная цена контракта — 3 млрд 725 млн рублей. Сроки выполнения контракта: ноябрь 2011 года — июль 2013 года[271].
- 20 ноября 2018 года Роскосмос опубликовал конкурсную документацию на доработку МЛМ в МЛМ-У стоимостью 3 млрд 997 млн рублей. Сроки выполнения контракта: 30 декабря 2015 года — 30 июня 2018 года.
- 24 января 2019 года Роскосмос опубликовал на портале госзакупок заказ на подготовку и пуск «Протона-М» с МЛМ, а также проведение послепусковых работ. Срок осуществления закупки: с 01.01.2019 по 31.12.2020. Стоимость работ: 1 млрд 193 млн рублей.
- 26 февраля 2021 года ЦЭНКИ опубликовал на портале госзакупок контракт на страхование запуска и стыковку МЛМ с МКС. Срок действия услуги: с марта по 31 декабря 2021 года. Стоимость услуги: 2 649 794 198,55 рублей.

30 июля 2021 года глава Роскосмоса Дмитрий Рогозин озвучил стоимость Многофункционального лабораторного модуля «Наука»: 18 млрд рублей.

### Госконтракты
1. Заказ № 0173100007011000229. «Создание, развёртывание и эксплуатация российского сегмента Международной космической станции в части проведения работ по созданию многоцелевого лабораторного модуля в период с 2011 г. по июль 2013 г.». Шифр: ОКР «МКС» (МЛМ)[273].
2. Закупка № 1770236167416000008. «Создание многоцелевого лабораторного модуля с улучшенными эксплуатационными характеристиками». Шифр СЧ ОКР: «МКС» (МЛМ-У)"[274].
3. Закупка № 201909950000002002. «Подготовка и пуск ракеты-носителя „Протон-М“ с многоцелевым лабораторным модулем российского сегмента Международной космической станции. Проведение послепусковых работ. (Шифр СЧ ОКР „МКС“ (Эксплуатация) — „Запуск МЛМ“)»[275].
4. Закупка № 32110036235. «Открытый одноэтапный запрос предложений в электронной форме без квалификационного отбора на право заключения договора на оказание услуг по страхованию рисков при пуске ракеты космического назначения в составе ракеты-носителя „Протон-М“, головного обтекателя, ПрО, многоцелевого лабораторного модуля „Наука“, запуске многоцелевого лабораторного модуля „Наука“ и стыковке многоцелевого лабораторного модуля „Наука“ с Международной космической станцией»[276].